# Suresh Sathya
Suresh Sathya (* 7. September 1987 in Tamil Nadu) ist ein ehemaliger indischer Leichtathlet, der sich auf den Sprint spezialisiert hat.

## Sportliche Laufbahn
Erste internationale Erfahrungen sammelte Suresh Sathya im Jahr 2009, als er bei den Asienmeisterschaften in Guangzhou in 10,62 s den siebten Platz im 100-Meter-Lauf belegte und mit der indischen 4-mal-100-Meter-Staffel mit 39,58 s auf Rang fünf gelangte. Im Jahr darauf startete er mit der Staffel bei den Commonwealth Games in Neu-Delhi und gewann dort mit neuem Landesrekord von 38,89 s gemeinsam mit Rahamatulla Molla, Shameer Mon und Abdul Najeeb Qureshi die Bronzemedaille hinter den Teams aus England und Jamaika. Anschließend startete er bei den Asienspielen in Guangzhou über 200 m und mit der Staffel. Kurz darauf wurde bekannt, dass er vor den Spielen einen positiven Dopingtest auf das anabole Steroid Nandrolon abgegeben hatte und so ihm wurden seine Ergebnisse aberkannt und Suresh mit einer zweijährigen Wettkampfsperre belegt. Nach Ablauf der Sperre setzte er seine sportliche Laufbahn ohne größeren sportlichen Erfolge bis 2019 fort und beendete dann seine aktive sportliche Karriere in Patiala im Alter von 31 Jahren.

## Persönliche Bestleistungen
- 100 Meter: 10,50 s (0,0 m/s), 22. Oktober 2009 in Chennai
- 200 Meter: 21,62 s (+0,3 m/s), 9. September 2013 in Ranchi